# Каракорум (город)

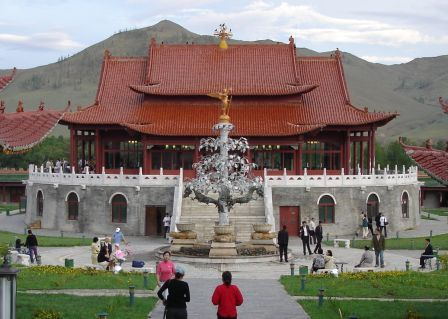
Каракорумский фонтан «Серебряное древо» (современная реконструкция на территории отеля в пригороде Улан-Батора)

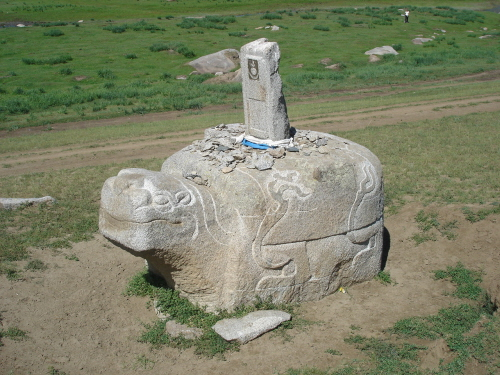
Каменная черепаха юаньской династии в Каракоруме

Каракору́м (монг. Хархорум?, ᠬᠠᠷᠠᠬᠣᠷᠣᠮ?) — столица Монгольской империи в 1235—1260 годах. В настоящее время — город, центр сомона Хархорин аймака Уверхангай Монголии.

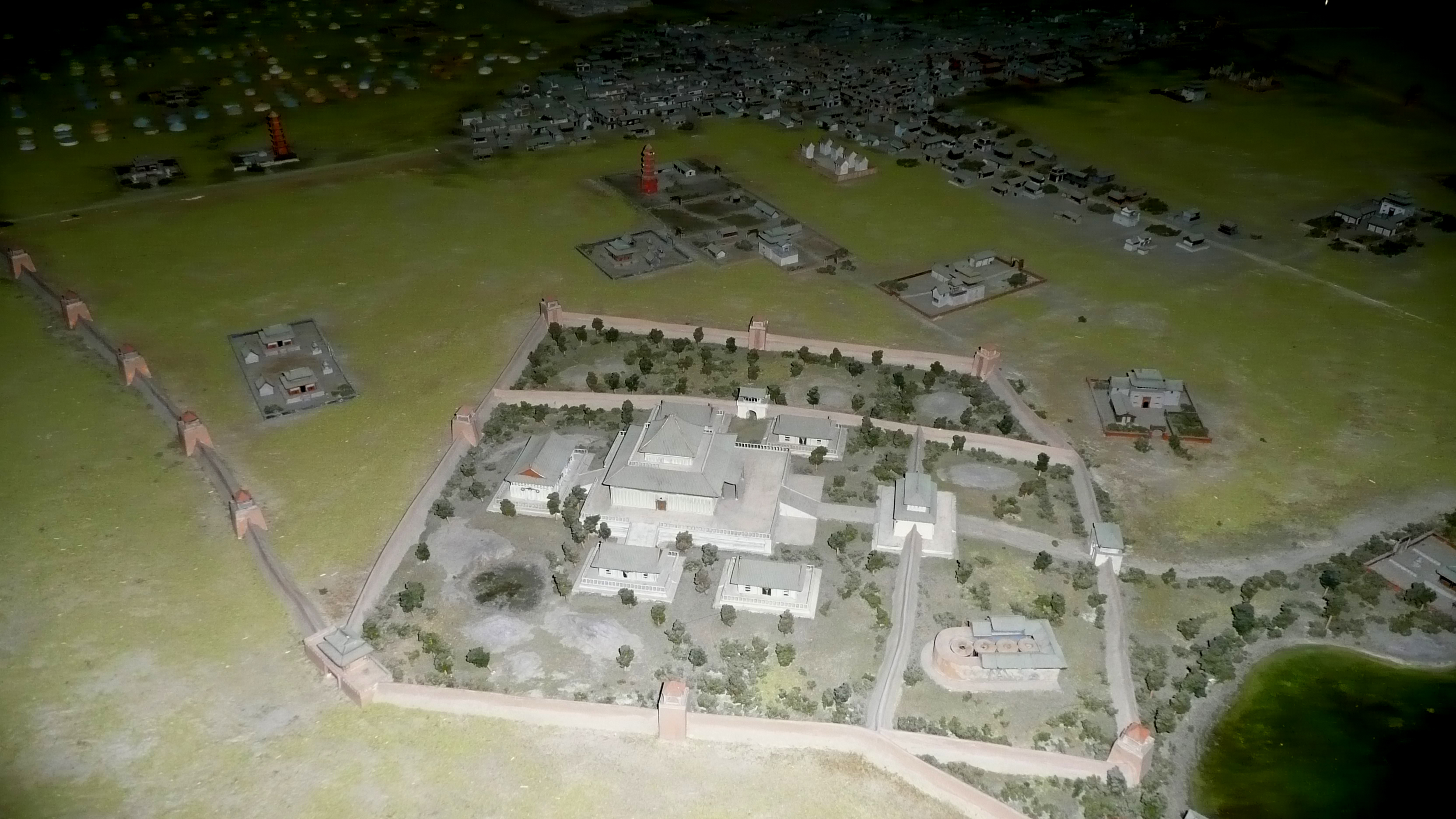
Модель древнего Каракорума в Монгольском историческом музее (Улан-Батор)

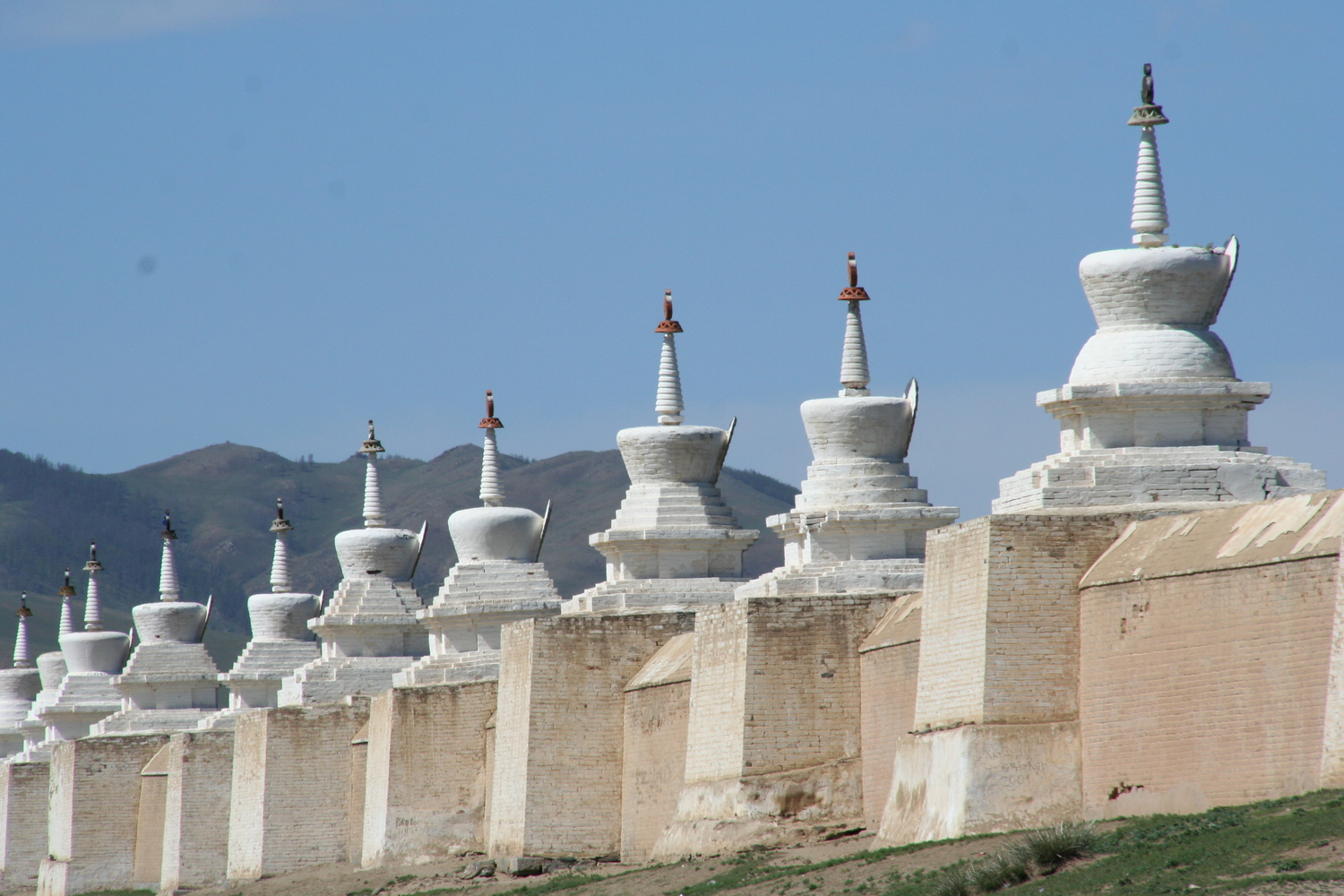
Ступы в Каракоруме

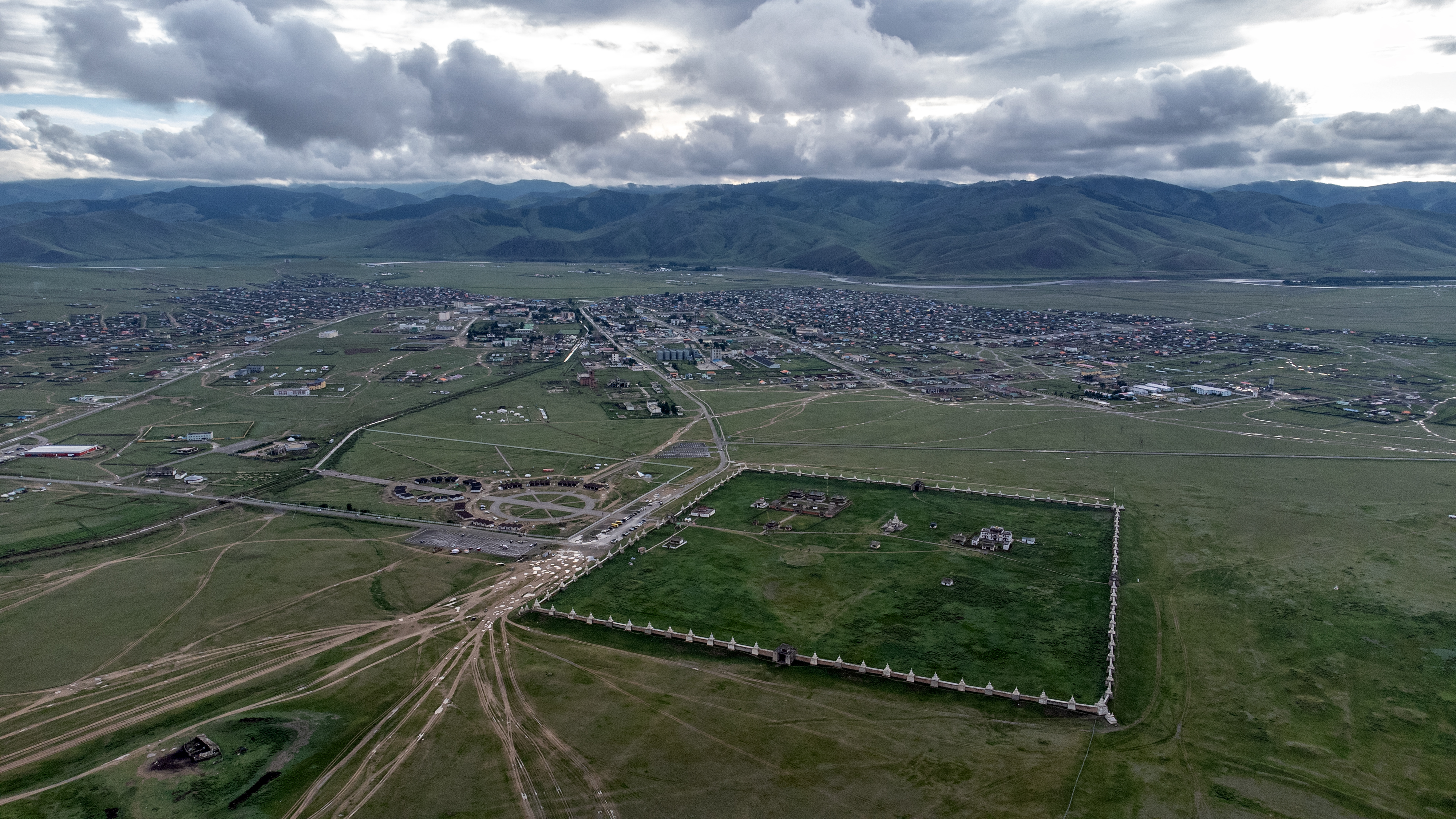
Панорама города (Июль 2023). На переднем плане буддийский монастырь Эрдэни-Дзу

## Этимология
Название города традиционно связывают с монгольским термином «хара курэм» (монг. хар хүрэм) — чёрные камни. Среди иных трактовок «чёрные стены», «двадцать юрт» (монг. хорин гэр), «чёрная запретная крепость» (хара хорин), «чёрные обломки» (хара хорум), «чёрный замок» (хара кэрэм), «место, о котором запрещено говорить» или «место, куда запрещено ступать ногой» (кор или кол хорин).
Название Каракорума в китайских источниках передаётся как «Хэ-ла хэ-линь». В европейской литературе название «Каракорум» впервые зарегистрировано как «Кара-корон» в 1246 году.

## История строительства

### Предыстория
С древних времён в окрестностях будущего города последовательно расселялись хунну, тюрки, найманы и кереиты.

### Основание
Датой основания города считается 1220 год, когда ставка Чингис-хана была перенесена на берега Орхона. Резиденция хана располагалась, вероятно, у горы Малахитэ, на городище Тахай-балгас, где в XII веке находилась ставка кереитского хана. В. В. Бартольд считал, что город был основан Угэдэем в 1229 году и первоначально назывался Ордубалык. Застройка территории началась не ранее воцарения Угэдэя (1229), который был убеждён советниками в необходимости стационарной столицы. В его правление и сложилось представление о том, что Каракорум — центр монгольского государства. Угэдэй построил дворец, названный «Дворцом десяти тысяч лет благоденствия» (монг. Түмэн амгалант; кит. трад. 万年宫, палл. Ваньнянгун). Фламандский монах-францисканец Гильом де Рубрук, побывавший в Каракоруме в 1253—1254 годах, оставил описание дворца монгольского императора:

«И дворец этот напоминает церковь, имея в середине корабль, а две боковые стороны его отделены двумя рядами колонн; во дворце три двери, обращенные к югу. Перед средней дверью внутри стоит описанное дерево, а сам хан сидит на возвышенном месте с северной стороны, так что все могут его видеть. К его престолу ведут две лестницы (gradus): по одной подающий ему чашу поднимается, а по другой спускается. Пространство, находящееся в середине между деревом и лестницами, по которым поднимаются к хану, остается пустым; именно там становится подающий ему чашу, а также послы, подносящие дары; сам же хан сидит там вверху, как бы некий бог. С правого от него бока, то есть с западного, помещаются мужчины, с левого — женщины. Дворец простирается с севера на юг. К югу, рядом с колоннами, у правого бока, находятся возвышенные сиденья наподобие балкона, на которых сидят сын и братья хана. На левой стороне сделано так же; там сидят его жены и дочери. Одна только жена садится там, наверху, рядом с ним, но все же не так высоко, как он».
.
Также Рубрук описал фонтан, выполненный французским мастером:

«Так как в этот большой дворец непристойно было вносить бурдюки с молоком и другими напитками, то при входе в него мастер Вильгельм парижский сделал для хана большое серебряное дерево, у корней которого находились четыре серебряных льва, имевших внутри трубу, причем все они изрыгали белое кобылье молоко. И внутрь дерева проведены были четыре трубы вплоть до его верхушки; отверстия этих труб были обращены вниз, и каждое из них сделано было в виде пасти позолоченной змеи, хвосты которых обвивали ствол дерева. Из одной из этих труб лилось вино, из другой — каракосмос, то есть очищенное кобылье молоко, из третьей — бал, то есть напиток из меду, из четвертой — рисовое пиво, именуемое террацина. Для принятия всякого напитка устроен был у подножия дерева между четырьмя трубами особый серебряный сосуд. На самом верху сделал Вильгельм ангела, державшего трубу, а под деревом устроил подземную пещеру, в которой мог спрятаться человек. Через сердцевину дерева вплоть до ангела поднималась труба. И сначала он устроил раздувальные мехи, но они не давали достаточно ветра. Вне дворца находился подвал, в котором были спрятаны напитки, и там стояли прислужники, готовые потчевать, когда они услышат звук трубы ангела. А на дереве ветки, листья и груши были серебряные. Итак, когда начальник виночерпиев нуждался в питье, он кричал ангелу, чтобы загудела труба; тогда лицо, спрятанное в подземной пещере, слыша это, сильно дуло в трубу, ведшую к ангелу; ангел подносил трубу ко рту, и труба гудела очень громко. Тогда, услышав это, прислужники, находившиеся в подвале, наливали каждый свой напиток в особую трубу, а трубы подавали жидкость вверх и вниз в приготовленные для этого сосуды, и тогда виночерпии брали напиток и разносили его по дворцу мужчинам и женщинам».
Младших чингизидов обязали также построить здесь по дворцу. В 1234 году как дворцы, так и кварталы оружейников за пределами Тахай-балгаса были обнесены крепостной стеной. Каракорум был главным лагерем, где хан оставлял семью на время своих походов, и центром производства вооружений и оснащения войск.

### Политическое значение
Во времена правления великих монгольских ханов Угэдэя, Гуюка и Мункэ в Каракорум приезжали в знак покорности и почитания государи ближних и дальних стран, включая русских князей — например, Александра Невского и его отца, владимиро-суздальского великого князя Ярослава Всеволодовича. Здесь решались вопросы о престолонаследии, здесь принимались решения о новых завоевательных походах, приводившие в движение миллионы людей и переворачивающие их судьбы; сюда с надеждой на влияние устремлялись эмиссары мусульманской, буддийской, христианской и других конфессий. Сведения о Каракоруме содержатся в китайских летописях и записках европейских путешественников XIII века: Плано Карпини, Марко Поло и де Рубрука.

### Планировка и население
В 1235 году Каракорум был обнесён глинобитной стеной и представлял собой вытянутый с юга на север прямоугольник размером примерно 1,5 на 2,5 километра. Стены были необходимы для того чтобы контролировать подступы к городу, но в случае атак не могли его защитить. Центральная часть Каракорума была застроена каменными зданиями, которые образовывали несколько улиц. В них размещались учреждения и торговые дома. Центральные кварталы города в окружении площадок для гэр (юрт) являлись уникальным сочетанием монументальной застройки с традиционными жилищами кочевников.
Город состоял из нескольких изолированных друг от друга кварталов, в которых жили ремесленники, торговцы и посланники со всего света. Там жили люди разных рас и религий. Рядом с христианскими (несторианскими) церквями путешественники видели многочисленные мусульманские мечети и буддийские храмы. Всего в городе располагалось 12 культовых сооружений, самым большим из которых был буддийский храм, построенный в форме шатра высотой 30 м. К востоку от городских стен располагались пашни, орошаемые каналами.

### Упадок
С воцарением Хубилая (1260) столица империи была сначала перенесена в основанный им город Кайпин (Шанду), затем — в Чжунду (1264), и в 1267 году в построенный севернее старого Чжунду город, после основания империи Юань (1271) получивший название Ханбалгасун (Ханбалык), или монг. Их нийслэл — («Великая столица»; кит. Даду).
Северной столицей Юань служил Шанду («Верхняя столица») на территории современной Внутренней Монголии. Каракорум стал провинциальным городом.
После изгнания монголов из Китая (1368) остатки юаньского руководства в конечном итоге обосновались в Каракоруме, но в 1388 году минские войска разорили город.

### Вторичное заселение города в XVI веке

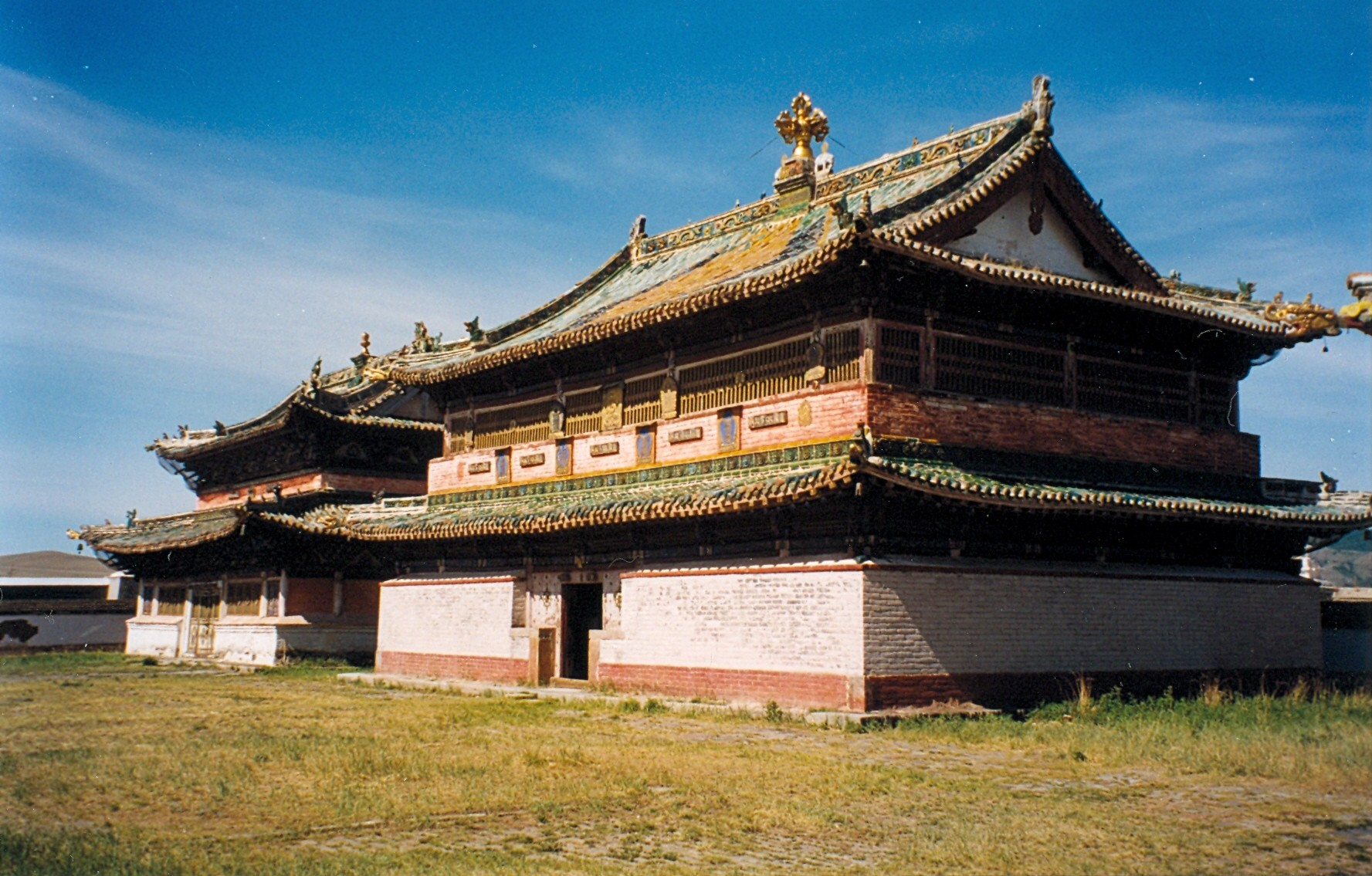
Монастырь Эрдэни-Дзу

Согласно «Драгоценному сказанию» Саган-Сэцэна, на курултае 1415 года было принято решение отстроить столицу, однако воплощение этого решения пока не подтверждено никакими археологическими данными. Город был вновь заселён в XVI веке, когда Бату-Мункэ Даян-хан сделал его своей резиденцией и вернул городу столичный статус. В последующие годы город несколько раз переходил от чингизидов к ойратам и, вероятно, был бы окончательно разрушен, если бы на него не обратил внимание халхаский хан Абатай.
В 1585 году Абатай начал строительство первого в Северной Монголии стационарного буддийского монастыря Эрдэни-Дзу, для чего ему пришлось не только восстанавливать старые постройки, но и возвести новые, используя для строительства камень из руин старого города:
…Тогон-Тэмур-хан, прибыв из Пекина в Монголию, обновил статую [Будды] в Харахорине. Через несколько столетий храмы пришли в ветхость и запустение. Они уже почти совсем исчезли, когда Абатай-Тушэту-хан, следуя повелению Далай-ламы III, в год огненной собаки тринадцатого цикла привёз из Хух-Хото мастеров, реконструировал обветшалые храмы Эрдэни-Дзу и построил новые.
Новый монастырь стал одним из крупнейших религиозных, политических и экономических центров Халхи, близ которого группировались кочевые становища. Таким образом, к концу XVI века место города было вновь обжито.

## Современное состояние

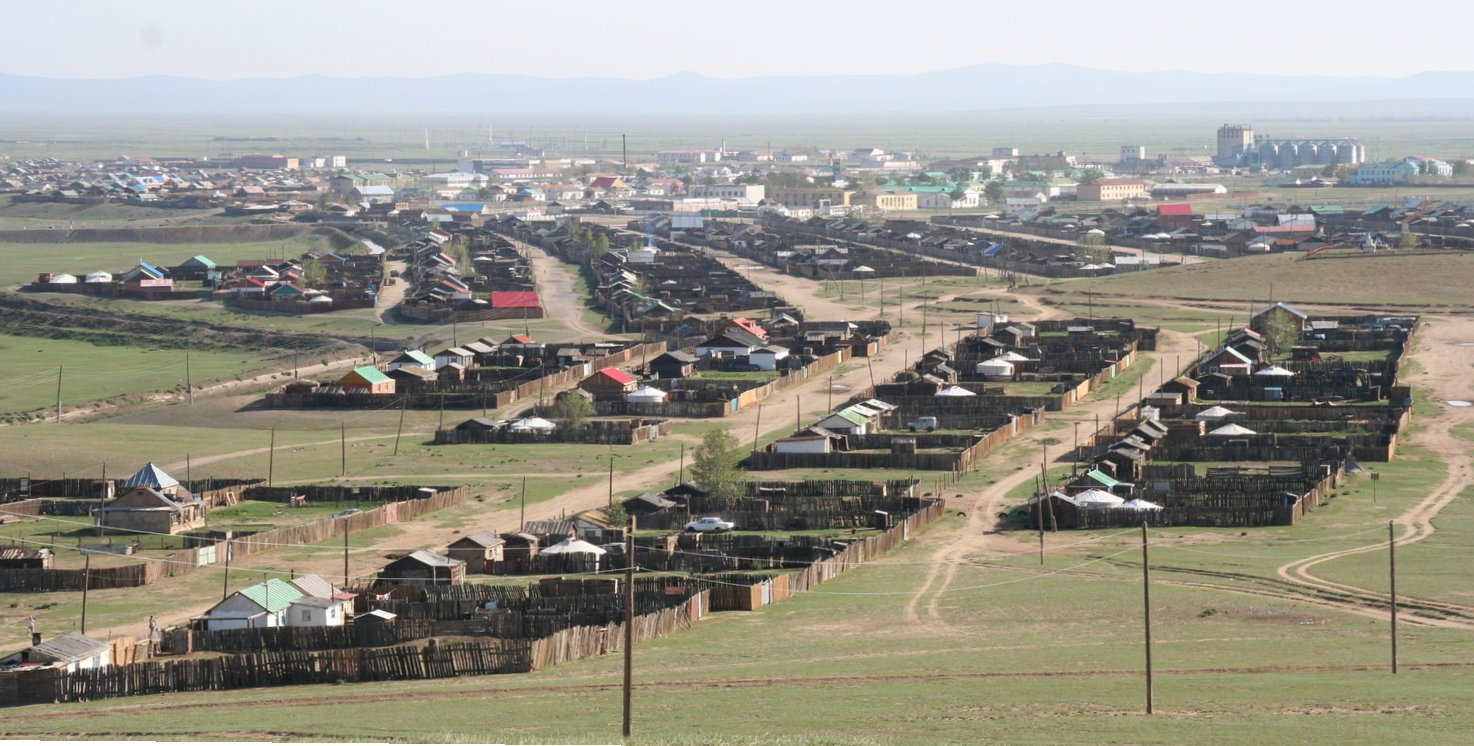
Современный вид города Хархорин (2007)

В настоящее время город является центром сомона Хархорин аймака Уверхангай. В 2003 году его население составляло 8977 человек, а площадь — 20,5 км².
В 80 километрах к юго-востоку от Хархорина находится географический центр Монголии.
Основные источники муниципальных доходов — туризм и сельское хозяйство. Ирригация полей, лежащих к востоку от города, осуществляется из реки Орхон. Хархоринский аэропорт с грунтовой взлётно-посадочной полосой принимает постоянные рейсы из Улан-Батора и обратно.
Новая городская застройка непосредственно примыкает к руинам старого города. В 2004 году премьер-министр Монголии Элбэгдорж инициировал создание проектировочной комиссии, которая бы составила план новой застройки в обход руин. По его замыслу, город должен был восстановить свой столичный статус ко времени своего 800-летнего юбилея (прибл. в 2020 году) и стать «символом современной Монголии». Однако после его вынужденной отставки в 2006 году в пользу М. Энхболда из МНРП к этому проекту не возвращались. Не произошло это и после возвращения Элбэгдоржа к власти в 2009 года уже в качестве президента страны.
2 сентября 2009 года на заседании правительства было принято решение о создании музея «Хархорум», который станет местом коллекционирования уникальных памятных предметов, исследования, хранения и пропаганды истории и культуры, связанных со всемирным наследием, как исторические места долины реки Орхон и древней монгольской столицы. Для поддержки этого проекта музея Япония безвозмездно предоставила 5 млн долларов США; строительные работы выполнила японская компания «Коноике». Музей действует с лета 2011 года.
В 2014 году был подписан меморандум о реставрации руин буддийских монастырей Каракорума, уникальных памятных предметов и обустройстве выставочного зала. Реализация проекта по созданию музея под открытым небом была полностью завершена 31 декабря 2015 года.
В начале 2023 года Великий Хурал Монголии, который выполняет функции Парламента, поддержал идею восстановления первой столицы Монгольской империи Каракорум.

## История исследования Каракорума
В конце XIX века российский учёный Н. М. Ядринцев обследовал развалины Каракорума. А. М. Позднеев анализом исторических источников подтвердил местонахождение древней монгольской столицы в окрестностях буддийского монастыря Эрдэни-Дзу, построенного в 1585 году в южной части столицы.
В 1948 и 1949 годах здесь работала советско-монгольская археологическая экспедиция. В юго-западной части города открыты остатки дворца Угедея, сооруженного на гранитном цоколе; под дворцом обнаружены остатки буддийской кумирни конца XII — начала XIII века со стенной росписью. За эту работу руководитель экспедиции С. В. Киселёв (1905—1962) был удостоен Государственной премии СССР и избран членом-корреспондентом АН СССР.
 В 2004 году Хархорин вместе с обширной территорией, получившей название Культурный ландшафт долины реки Орхон, был объявлен ЮНЕСКО Объектом Всемирного наследия № 1081rev. Археологические находки на территории сомона Хархорин ныне экспонируются в музее «Хархорум», открывшемся в 2011 году.